# Credo ut intelligam
Credo ut intelligam, parfois Credo ut intellegam, est une expression latine qui signifie « Je crois afin de comprendre » et dont l'auteur est Anselme de Cantorbéry. Elle propose une réponse aux interrogations de la théologie chrétienne sur la relation entre foi et raison.

## Présentation
Cette citation se trouve au début du Proslogion d'Anselme de Cantorbéry. Elle se réfère à une phrase d’Augustin d'Hippone : Crede ut intellegas, littéralement « Crois afin de comprendre »,. Pour Augustin, il est nécessaire de croire en quelque chose pour connaître quoi que ce soit sur Dieu.
Anselme confronte cette idée à son inverse, Intellego ut credam (« Je pense afin de croire »), quand il écrit Neque enim quaero intelligere ut credam, sed credo ut intelligam (« Je ne cherche pas à comprendre afin de croire, mais je crois afin de comprendre »),. Il ajoute : « Car je crois ceci : à moins que je ne croie, je ne comprendrai pas. »
Cette approche est souvent associée à une autre formule d’Anselme, Fides quaerens intellectum (« la foi cherche la compréhension »),.
Le principe du Credo ut intelligam s'oppose à celui du Credo quia absurdum (« Je crois parce que c’est absurde »), attribué à Tertullien, et pose l'une des bases de la scolastique.